# Великий Андаман

Андаманські острови

Вели́кий Андама́н (англ. Great Andaman) — основна острівна група (архіпелаг) у складі Андаманських островів. Розташована між Бенгальською затокою і Андаманським морем. Адміністративно належить Індії, союзній території Андаманські і Нікобарські острови. З півночі на південь охоплює 7 найбільших островів: Північний Андаман, Інтерв'ю, Лонг-Айленд, Середній Андаман, Баратанг, Південний Андаман й Ратленд. Загальна площа острівної групи — близько 4,8 тисяч км2. Населення — 315540 осіб (2011). Найбільший населений пункт — Порт-Блер. Батьківщина мисливців-збирачів андаманців. Основні мови — гінді, андаманські мови. Постраждала від землетрусу в Індійському океані 2004 року.

## Острови
З півночі на південь:
1. Північний Андаман (англ. North Andaman Island)
2. Інтерв'ю (англ. Interview Island)
3. Середній Андаман (англ. Middle Andaman Island)
4. Лонг-Айленд (англ. Long Island)
5. Баратанг (англ. Baratang Island)
6. Південний Андаман (англ. South Andaman Island)
7. Ратленд (англ. Rutland Island)